# Bonanza Tour 2012
Bonanza Tour es la segunda gira internacional de conciertos de la banda mexicana Panda en promoción de su sexto álbum de estudio Bonanza, lanzado en marzo de 2012. La gira inició oficialmente en Monterrey el 1 de septiembre de 2012 en el cumpleaños del vocalista José Madero, y terminó el 2 de diciembre de 2013 en Oaxaca, México, pero días anteriores se habían presentado en lugares presentando canciones inéditas del álbum Bonanza como en México Suena, el Evento 40 de Toluca Estado de México en el mes de marzo y en abril en el Evento 40 de México DF, en el Estadio Azteca.
«Ya está toda la gira cerrada, son alrededor de 26 conciertos por todo México. Después viene la gira USA, centro y Sudamérica. Estén pendientes», publicó el vocalista José Madero Vizcaíno, vía Twitter.

## Antecedentes
La banda mexicana, en una entrevista para dar a conocer su nuevo sencillo “Envejecido en Barril de Roble” y su álbum Bonanza hablaron sobre la gira que se tendría y sobre una firma de autógrafos del mismo disco, con esta información todos los seguidores de la banda o mejor dicho “Fxndxs” (como dicen llamarse) se alegraron con la noticia, desde febrero que se dio a conocer el primer sencillo se dio a conocer esta información.
También en conferencias de prensa que se dieron momentos antes de una serie de firma de autógrafos que la banda brindó en Monterrey, Guadalajara y México DF.
Los seguidores esperaron más de 4 meses para que la banda diera las tres primeras fechas oficiales de la Gira: en la Ciudad de México, Guadalajara y en Monterrey. José Madero y la cuenta Oficial de PXNDX en Twitter dieron a conocer las 3 primeras fechas de la Gira.
Después de que se dieran a conocer las 3 primeras fechas de la gira, se pensó que en una semana o menos se estarían dando a conocer las otras fechas de México y América Latina, pero pasaron las tres fechas ya dichas y aún no se conocían las demás, hasta que la banda dio a conocer las dos de Zacatecas, luego la de Colombia y al final del año la de Torreón.
Al inicios del año, se empezaron a descubrir más fechas como las de Perú y algunas fechas de Estados Unidos.

## Escenario
Esta gira se caracteriza por un gran escenario que se cuenta, hubo muchos comentarios después de las 3 primeras fechas que EMI Music México y Movic Records (anteriores disqueras) y CRACK Producciones, si habían invertido en el escenario de la banda, pues en su gira pasada “PXNDX en Concierto” que tuvo fechas en Colombia, Fun Central (Cuautitlán Izcalli) y en Six Flags México, se contaba con un escenario muy sencillo y al público no le agradó eso.
Como ya mencionábamos el escenario tienen un tipo diadema de Lasser que abarcan todo el Recinto en el que se esté Tocando, también en el Fondo hay un juego de luces en Cruz en el cual lo tapa una Imagen de unos "Cuervos en Busca de su Bonanza" Según dicho el Vocalista de la Banda José Madero.
Siguiendo se cuenta con un tipo escalón donde se proyectan Imágenes o fondos Divertido, esto depende de la Canción que se esté Tocando. La Banda recorre todo el Escenario en todo momento del concierto, como e todos el Vocaliza siempre dice “Las Palabras de Agradecimiento” para sus Fanes.
Aparte de tener un excelente escenario también cuenta con un excelente variedad de las canciones más famosas de todos sus álbumes.

## Recepción
La recepción de la gira ha sido muy grata, pues a varias semanas de que los boletos salieran a la venta, se empezaron agotar y más los de las zonas preferente o "VIP".
Con esto PXNDX se presentó por 7.ª vez en el Auditorio Nacional de la Ciudad de México, el Auditorio tiene capacidad para 10.000 personas de los cuales la banda Regiomontana logró vender 9.800 boletos.
En la Arena Monterrey que tiene capacidad para albergar a 17.599 espectadores, la banda originaria de esa ciudad logró vender un poco más de 16.600 boletos.
Un caso contrario se dio en la presentación de Guadalajara, pues el Auditorio Telmex tiene capacidad para albergar 11.500 personas y la banda solo logró vender un poco más de la mitad, aproximadamente 6500 Boletos.
De lo anterior muchos medios de comunicación quisieron saber la causa, por lo cual en una entrevista para Exa TV le preguntaron: ¿Cuál creen que sea la causa de la poca venta? A lo que ellos solo contestaron “Actualmente no hemos hecho mucha promoción del Disco en Guadalajara”. Pero lo anterior a la banda no le importó pues ellos dieron el mismo espectáculo alegre y con mucha energía a esta ciudad.
Con el paso del tiempo y las fechas en Zacatecas y Torreón en el 2012 se vendieron muy rápido, pues la banda ya tenía tiempo sin visitar esas ciudades.
Empezando el año 2013, se dieron a conocer las fechas en Ciudad Victoria, Culiacán, Tampico en México, pero en Ciudad Victoria fue un lleno pero por cuestiones de mal manejo de información y cuestiones de su representante se canceló y en Tapachula los boletos de la Feria Mesoamericana se vendieron de forma muy positiva pues la banda les agradeció por lo mismo.
Se elaboraron varias encuestas para saber a qué banda iba a ver y en muchas de ellas PXNDX salía ganadora, tal como se dio el caso del “Concierto EXA 2012” pues hubo una encuesta de ¿Qué Artista te Gusto más del “Concierto Exa”? en la que estaba compitiendo con Fey, Aleks Syntek y Los Tigres del Norte, pero ellos lograron vencer y salieron ganadores, Exa FM 104.9 publicó lo siguiente vía Twitter: "@ExaFm: Y ustedes eligieron a @pxndxmusic como su artista favorito en el #conciertoEXA. ¡Felicidades a la banda y a sus fans!"
Por el gran éxito de la gira "Bonanza Tour" en México, Perú y Honduras, se están abriendo varias fechas en Estados Unidos.
También en muchos Estados de la República como Puebla, Chihuahua y Mérida y en países de Hispanoamérica como Nicaragua, Puerto Rico, Chile y Guatemala entre otros, al igual que Estados Unidos se está pidiendo mucho que llegue la Gira a sus localidades.
El 29 de mayo en la página oficial PXNDX en Facebook se dieron a conocer el "PXNDX USA Tour Junio de 2013" las 8 fechas en Estados Unidos con esta parte de la gira visitará Nueva York, Texas y California por mencionar algunos.

## Teloneros
- Husky - (1, 2 y 7 de septiembre de 2012)
- Vox Play - (29 de marzo de 2013)
- Gallo - (14, 21, 22, 28 y 29 de junio de 2013)
- Zero Balas - (12 y 13 de abril y 6 de julio de 2013)
- Finde - (7 y 8 de junio, 7 de septiembre y 31 de agosto de 2013)
- Insite - (31 de agosto y 7 de septiembre de 2013)

## Lista de canciones (Bonanza Tour)
Acto I
1. Huésped en Casa Propia (Bonanza)
2. Mil y Un Camas (Bonanza)
3. Cita en el Quirófano (Para ti con desprecio)
4. Te Invito a mi Fiesta (Arroz Con Leche)
5. So Violento So Macabro (Amantes sunt amentes)
6. Envejecido en Barril de Roble (Bonanza)
7. Solo a Terceros (Poetics)
8. 3 + 1 (Para ti con desprecio)
9. Color Negro Pasión (Bonanza)
10. Los malaventurados no lloran (Amantes sunt amentes)
11. Procedimientos Para Llegar a un Común Acuerdo (Amantes sunt amentes)
12. Cuando no es Como Debiera Ser (Para ti con desprecio)
13. Feliz Cumpleaños (Rock) (MTV Unplugeed)
14. La Noche de la Mesa Triste (Bonanza)
15. Nuestra Aflicción (Poetics)
16. Aforismos (Bonanza)
17. Narcisista por Excelencia (Amantes sunt amentes)
18. Disculpa los Malos Pensamientos (Para ti con desprecio)
19. Hombre de Lata (Rock) (MTV Unplugeed)
20. Amnistía (Poetics)
21. Reina de Uxmal (Con Ukelele) (Bonanza)
22. Muñeca (Arroz Con Leche)
23. Romance en Re Sostenido (Bonanza)
24. Ya no Jalaba (La revancha del príncipe charro)
25. Buen Día (Arroz Con Leche)

## Lista de Canciones (varios eventos)
3 de marzo de 2012 - Evento 40 Toluca 2012
1. Envejecido en Barril de Roble
2. Romance En Re Sostenido
3. Disculpa Los Malos Pensamientos
4. Los Malaventurados no Lloran

18 de abril de 2012 - Evento 40 México DF 2012
1. Envejecido en Barril de Roble
2. Romance En Re Sostenido
3. Disculpa Los Malos Pensamientos
4. Los Malaventurados no Lloran

21 de agosto de 2012 - Fanta Awards 2012
1. Envejecido en Barril de Roble

27 de octubre de 2012 - Concierto Exa 2012
1. Cuando no es Como Debería Ser
2. Romance En Re Sostenido
3. Cita en el Quirófano
4. Los Malaventurados No Lloran
5. Narcisista Por Excelencia
6. Disculpa Los Malos Pensamientos

24 de noviembre de 2012 - Premios TELEHIT 2012
1. Romance en Re Sostenido
2. Disculpa Los Malos Pensamientos

15 de diciembre de 2012 - Laguna Rock Fest 2012
1. No se tiene información, por parte de los asistentes

16 de marzo de 2013 - Ocho Music Fest 2013
1. Su repertorio se basó en el de Bonanza pero un poco más corto pues no tenían mucho tiempo en el Festival

29 de marzo de 2013 - Fiestas de abril Tampico 2013
1. Su repertorio se basó en el de Bonanza (álbum) pero omitieron Reyna de Uxmal y Hombre de Lata

25 de mayo de 2013 - Neon Desert Music Festival 2013
1. Sin datos de los asistentes

7 y 8 de junio y 7 de septiembre de 2013 -Rock y Red By Red Cola 2013
1. Su repertorio se basó en el de Bonanza

21, 22 y 29 de junio - más Música Fest 2013
1. Su repertorio se basó en el de Bonanza

## Fechas de la gira
| Fecha                    | Ciudad                      | País           | Lugar                                 | Concepto                        |              |
| Iberoamérica             | Iberoamérica                | Iberoamérica   | Iberoamérica                          | Iberoamérica                    | Iberoamérica |
| ------------------------ | --------------------------- | -------------- | ------------------------------------- | ------------------------------- | ------------ |
| 3 de marzo de 2012       | Toluca                      | México         | Zócalo del Municipio                  | Evento 40 Toluca 2012           |              |
| 18 de abril de 2012      | Ciudad de México            | México         | Estadio Azteca                        | Evento 40 México DF 2012        |              |
| 21 de agosto de 2012     | Ciudad de México            | México         | Teatro Metropólitan                   | Fanta Awards 2012               |              |
| 22 de agosto de 2012     | Fresnillo                   | México         | Teatro del Pueblo                     | FENAFRE                         |              |
| 1 de septiembre de 2012  | Monterrey                   | México         | Arena Monterrey                       | Bonanza Tour                    |              |
| 2 de septiembre de 2012  | Ciudad de México            | México         | Auditorio Nacional                    | Bonanza Tour                    |              |
| 7 de septiembre de 2012  | Guadalajara                 | México         | Auditorio Telmex                      | Bonanza Tour                    |              |
| 13 de septiembre de 2012 | Zacatecas                   | México         | Teatro del Pueblo                     | FENAZA                          |              |
| 17 de octubre de 2012    | Monterrey                   | México         | Arena Monterrey                       | Evento Digital 102.9 2012       |              |
| 27 de octubre de 2012    | Ciudad de México            | México         | Palacio de los Deportes               | Concierto Exa 2012              |              |
| 10 de noviembre de 2012  | Bogotá                      | Colombia       | Teatro "Las Vegas"                    | Bonanza Tour                    |              |
| 24 de noviembre de 2012  | Cancún                      | México         | Mundo Maya "Xcaret"                   | Premios TELEHIT 2012            |              |
| 15 de diciembre de 2012  | Torreón                     | México         | Arena Laguna                          | Laguna Rock Fest                |              |
| 9 de marzo de 2013       | Ciudad Victoria             | México         | Recinto Ferial Palenque               | Bonanza Tour                    |              |
| 16 de marzo de 2013      | Culiacán                    | México         | Foro Tecate                           | Ocho Music Fest 2013            |              |
| 29 de marzo de 2013      | Tampico                     | México         | ExpoTampico                           | Fiestas de abril Tampico 2013   |              |
| 12 de abril de 2013      | Arequipa                    | Perú           | Palacio de Bellas Artes               | Bonanza Tour                    |              |
| 13 de abril de 2013      | Lima                        | Perú           | Centro de Convenciones Céntrica       | Bonanza Tour                    |              |
| 27 de abril de 2013      | Tapachula                   | México         | Palenque Feria Mesoamericana          | Bonanza Tour                    |              |
| 17 de mayo de 2013       | Tegucigalpa                 | Honduras       | Estacionamiento del Hotel Clarión     | Bonanza Tour                    |              |
| 18 de mayo de 2013       | San Pedro Sula              | Honduras       | 105 Brigada de Infantería             | Bonanza Tour                    |              |
| Norteamérica             |                             |                |                                       | Bonanza Tour                    |              |
| 25 de mayo de 2013       | El Paso (Texas)             | Estados Unidos | DownTown                              | Neon Desert Music Festival 2013 |              |
| Hispanoamérica           |                             |                |                                       |                                 |              |
| 7 de junio de 2013       | Toluca                      | México         | Salón Rojo                            | Rock y Red By Red Cola          |              |
| 8 de junio de 2013       | Tlalnepantla de Baz         | México         | Centro de Convenciones de Tlanepantla | Rock y Red By Red Cola          |              |
| Norteamérica             |                             |                |                                       |                                 |              |
| 14 de junio de 2013      | Chicago                     | Estados Unidos | V Live                                | Bonanza Tour                    |              |
| 16 de junio de 2013      | Nueva York                  | Estados Unidos | Stage 48                              | Bonanza Tour                    |              |
| 20 de junio de 2013      | McAllen (Texas)             | Estados Unidos | Opera Teatro Bar                      | Bonanza Tour                    |              |
| 21 de junio de 2013      | Dallas TX                   | Estados Unidos | House of Blues Dallas                 | Mas Musica Fest 2013            |              |
| 22 de junio de 2013      | Houston (Tejas)             | Estados Unidos | House of Blues Houston                | Mas Musica Fest 2013            |              |
| 26 de junio de 2013      | Denver (Colorado)           | Estados Unidos | Red and Jerrys                        | Bonanza Tour                    |              |
| 28 de junio de 2013      | Anaheim (California)        | Estados Unidos | House of Blues Anaheim                | Bonanza Tour                    |              |
| 29 de junio de 2013      | West Hollywood (California) | Estados Unidos | House of Blues Sunset Strip           | Mas Música Fest 2013            |              |
| Hispanoamérica           |                             |                |                                       |                                 |              |
| 16 de julio de 2013      | Monterrey                   | México         | Arena Monterrey                       | Concierto Exa Frozt 2013        |              |
| 1 de agosto de 2013      | Saltillo                    | México         | Terreno de la Feria                   | Bonanza Tour                    |              |
| 31 de agosto de 2013     | Puebla                      | México         | Salón Country Club                    | Bonanza Tour                    |              |
| 7 de septiembre de 2013  | Mérida                      | México         | Plaza de Toros                        | Bonanza Tour                    |              |
| 15 de septiembre de 2013 | Puebla                      | México         | Fuerte de Loreto                      | Bonanza Tour                    |              |
| 23 de octubre de 2013    | Monterrey                   | México         | Arena Monterrey                       | Evento Digital 102.9 2013       |              |
| 8 de noviembre de 2013   | Tehuacán                    | México         | Teatro del Pueblo                     | Feria de Tehuacán               |              |
| 9 de noviembre de 2013   | San Pedro Garza García      | México         | "Parque Fundidora"                    | Festival "Pal Norte"            |              |
| 2 de diciembre de 2013   | Oaxaca                      | México         | "Jardín Etnobotánico"                 | Festival Navideño Oaxaca        |              |

## Conciertos Cancelados y/o Reprogramados
| Fecha                   | Ciudad          | País           | Lugar                             | Concepto                                                                                 |
| Hispanoamérica          | Hispanoamérica  | Hispanoamérica | Hispanoamérica                    | Hispanoamérica                                                                           |
| ----------------------- | --------------- | -------------- | --------------------------------- | ---------------------------------------------------------------------------------------- |
| 10 de noviembre de 2012 | Bogotá          | Colombia       | Teatro "Las Vegas"                | Concierto cancelado por cuestiones de logística ajenas a la banda                        |
| 9 de marzo de 2013      | Ciudad Victoria | México         | Recinto Ferial Palenque           | Concierto cancelado por cuestiones del representante y el mal manejo de información      |
| 17 de mayo de 2013      | Tegucigalpa     | Honduras       | Estacionamiento del Hotel Clarión | Concierto cancelado, por fallo en el contrato con la banda                               |
| 18 de mayo de 2013      | San Pedro Sula  | Honduras       | 105 Brigada de Infantería         | Concierto cancelado, por fallo en el contrato con la banda                               |
| 1 de junio de 2013      | Veracruz        | México         | On the City                       | Concierto cancelado por cuestiones de la oficina de reservas y por logística de la banda |
| 8 de noviembre de 2013  | Tehuacán        | México         | Teatro del Pueblo                 | Se cancelaron todos los eventos de la Feria de Tehuacán                                  |